# Производња
Производња је процес стварања једног производa с циљем да се производ прода. Производња се може одвијати у приватним домовима (кухињски сто и гаража), у мањим радионицама или великим фабрикама.

## Етимологија
Савремена енглеска реч manufacture вероватно потиче од средњoфранцуске речи manufacture („процес прављења”) која сама потиче од класичне латинске речи manū („рука”) и средњофранцуске facture („израда”). Алтернативно, енглеска реч је можда настала независно од раније енглеске речи manufact („направљено људским рукама”) и facture. Њена прва употреба на енглеском језику забележена је средином 16. века у контексту ручне израде производа.

## Историја и развој

### Праисторија и древна историја
Људски преци су производили предмете помоћу камена и других алата дуго пре појаве врсте Homo sapiens пре приближно 200.000 година. Најранији начини израде каменог оруђа, познати као Олдованска „индустрија“, датирају од пре најмање 2,3 милиона година, а најранији директни докази о употреби алата пронађени у Етиопији у долини Великог расцеде датирају од 2,5. пре милион година. За производњу каменог алата, „језгро” од тврдог камена са специфичним својствима љуштења (попут кремена) ударано је каменим облуцима. Ово љуштење је давало оштре ивице које су се могле користити као оруђе, првенствено у облику цепача или стругача. Ови алати су у великој мери помогли раним људима у њиховом начину живота ловаца и сакупљача да формирају друге алате од мекших материјала, попут костију и дрвета. У средњем палеолиту, пре отприлике 300.000 година, дошло је до увођења технике припремљеног језгра, где се више сечива могло брзо формирати од једног каменог језгра. Љуштење под притиском, у којем се ударањем дрветом, коском или рогом могао врло фино обликовати камен, развијено је током горњег палеолита, почевши пре отприлике 40.000 година. Током неолита, полирани камени алати су се производили од разних тврдих стена, попут кремена, жада, жадеита и зеленог камена. Полиране секире коришћене су заједно са другим каменим алатима, укључујући пројектиле, ножеве и стругаче, као и оруђе произведено од органских материјала као што су дрво, кост и рог.
Верује се да је топљење бакра настало када је технологија лончарских пећи дозвољавала довољно високе температуре. Концентрација различитих елемената, попут арсена, расте са дубином у лежиштима руде бакра и топљењем ових руда, добија се арсенична бронза, која се може довољно очврснути да буде погодна за производњу алата. Бронза је легура бакра са калајем; потоњи се налазе у релативно малом броју налазишта у свету, што је имало за последицу да је пуно времена прошло пре него што је права лимена бронза постала широко распрострањена. Током бронзаног доба, бронза је била велики напредак у односу на камен као материјал за израду алата, како због својих механичких својстава попут чврстоће и дуктилности, тако и због тога што се могла лити у калупе зарад прављења предмета сложених облика. Доступност бронзе је значајно унапредило технологију бродоградње са бољим алатима и бронзаним ексерима, што је заменило стару методу причвршћивања дасака трупа каблом утканом кроз избушене отворе. Гвоздено доба је конвенционално дефинисано распрострањеном производњом оружја и алата од гвожђа и челика, а не од бронзе. Топљење гвожђа је теже од топљења калаја и бакра, јер топљено гвожђе захтева топлотну обраду и може се топити само у посебно пројектованим пећима. Место и време открића топљења гвожђа нису познати, делимично и због потешкоћа у разликовању метала екстрахованог из руда које садрже никл од вруће обрађеног метеоритског гвожђа.
Током развоја древних цивилизација, многе древне технологије резултирале из напретка у производњи. Неколико од шест класичних једноставних машина измишљено је у Месопотамији. Месопотамци су заслужни за проналазак точка. Механизам точка и осовине први пут се појавио са лончарским точком, измишљеном у Месопотамији (савремени Ирак) током 5. миленијума пре нове ере. Египатски папир направљен од папируса, као и керамика, масовно су се производили и извозили по целом медитеранском базену. Ране грађевинске технике које су користили стари Египћани користиле су цигле састављене углавном од глине, песка, муља и других минерала.

## Врсте производње
Производња се може поделити према врсти производње.
- Рукотворине
- Индустријска производња
- Тачно на време производња (енгл. Just in time)
- Масовна производња
- Производња по наруџбини
- Пројектно оријентисана производња
- Производна линија
- Серијска производња